# 서진식
서진식(徐鎭植, 1957년 9월 4일~)은 대한민국의 제9대 경상남도의원이다.

## 학력
- 용덕공립국민학교 37회 졸업
- 의령중학교 26회 졸업
- 의령종합고등학교 22회 졸업

## 경력
- 의령군 체육회 이사
- 법무사회 의령군 의령군 지부장
- 의령군 법원민사조정위원
- 용덕면 사무소 근무
- 울산광역시·마산·밀양·거창·통영 검찰청 근무
- 서진식 법무사 사무소 대표
- 의령군 정보공개심의 위원
- 의령경찰서 보안지도 위원
- 창원지방검찰청 형사조정위원회 위원
- 경상남도 도정예비배심원
- 민주평화통일자문회의 위원
- 2010.07 ~ 2014.04 제9대 경상남도의회 의원
- 2010.07 ~ 2012.07 제9대 경상남도의회 전반기 농수산위원회 위원
- 2010.07 ~ 2012.07 제9대 경상남도의회 전반기 예산결산특별위원회 위원
- 2012.07 ~ 2014.04 제9대 경상남도의회 후반기 경제환경위원회 위원
- 2012.07 ~ 2014.04 제9대 경상남도의회 후반기 예산결산특별위원회 위원
- 제9대 경상남도의회 새누리당 원내수석부대표

## 수상
- 1988.12.31 업무유공 검사장 표창
- 1994.12.31 업무유공 법무장관상 표창
- 1998.12.31 업무유공 부산고검장상 표창

## 역대 선거 결과
|  | 46.86% |

|  | 40.46% |

|  | 7.81% |